# Maestro de justicia

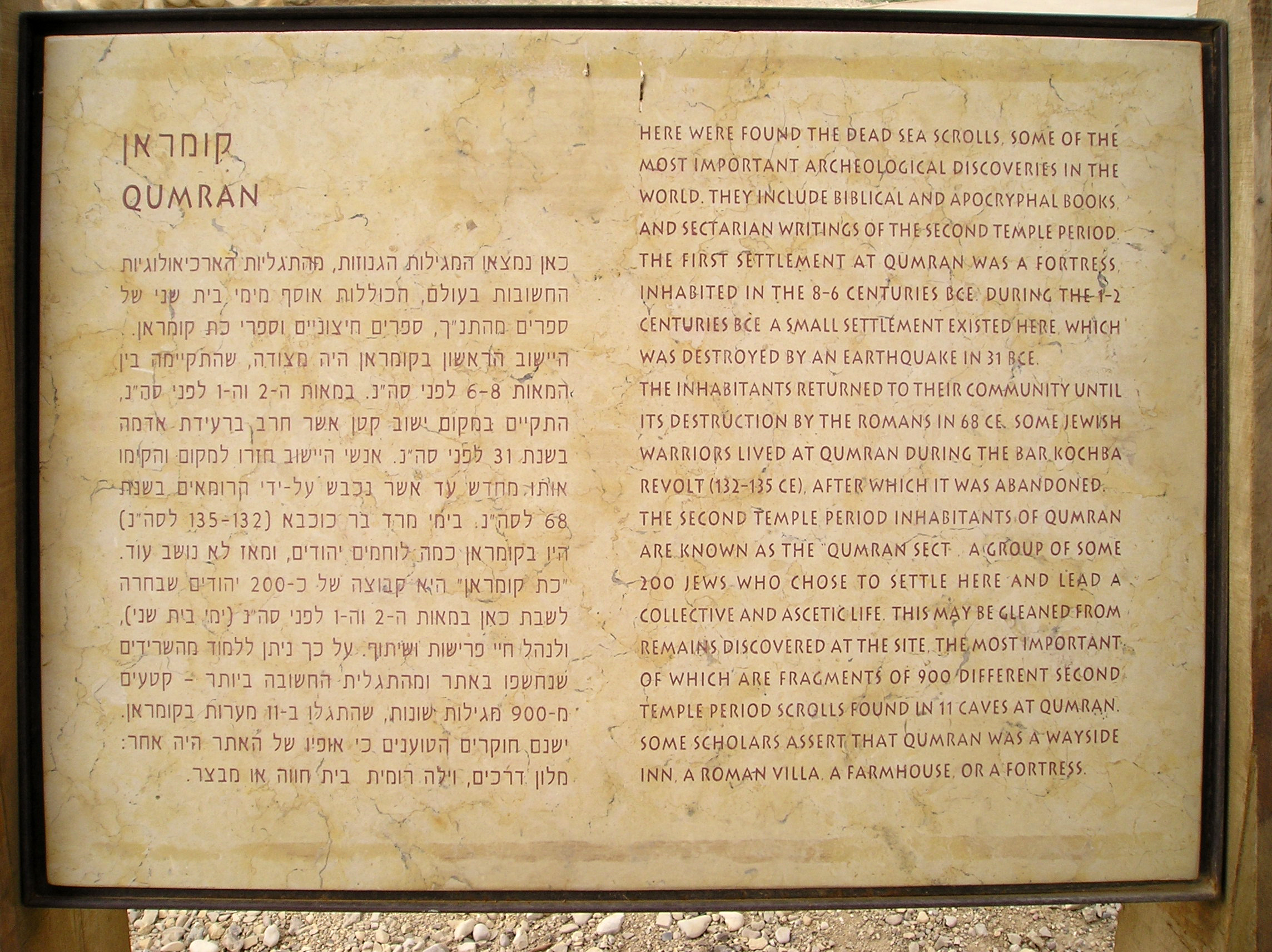
Panel informativo sobre Qumrán.

Maestro de justicia (o más propiamente Maestro justo) es una expresión que aparece en los Manuscritos del Mar Muerto para referirse a una persona notable de la comunidad esenia de Qumrán que, según se colige de dichos documentos, fue perseguida y muerta por un abyecto sacerdote, el así llamado Sacerdote impío, que algunos identifican con Jonatán Macabeo o Juan Hircano.